# Пресслужба Святого Престолу
Пресслужба Святого Престолу (лат. Sala Stampa Sanctae Sedis, італ. Sala stampa della Santa Sede) — офіційний орган Святого Престолу, який публікує офіційні новини про діяльність Папи Римського й різних відомств Римської курії. Усі виступи, повідомлення, документи, а також заяви директора (голови пресслужби) публікуються в повному обсязі.
Пресслужба працює щодня італійською мовою, хоча також доступні тексти іншими мовами. Теперішній голова пресслужби, з назвою директора, отець Федеріко Ломбарді, єзуїт, водночас попереднім директором був іспанський мирянин і лікар Хоакін Наварро-Вальс.

## Директори

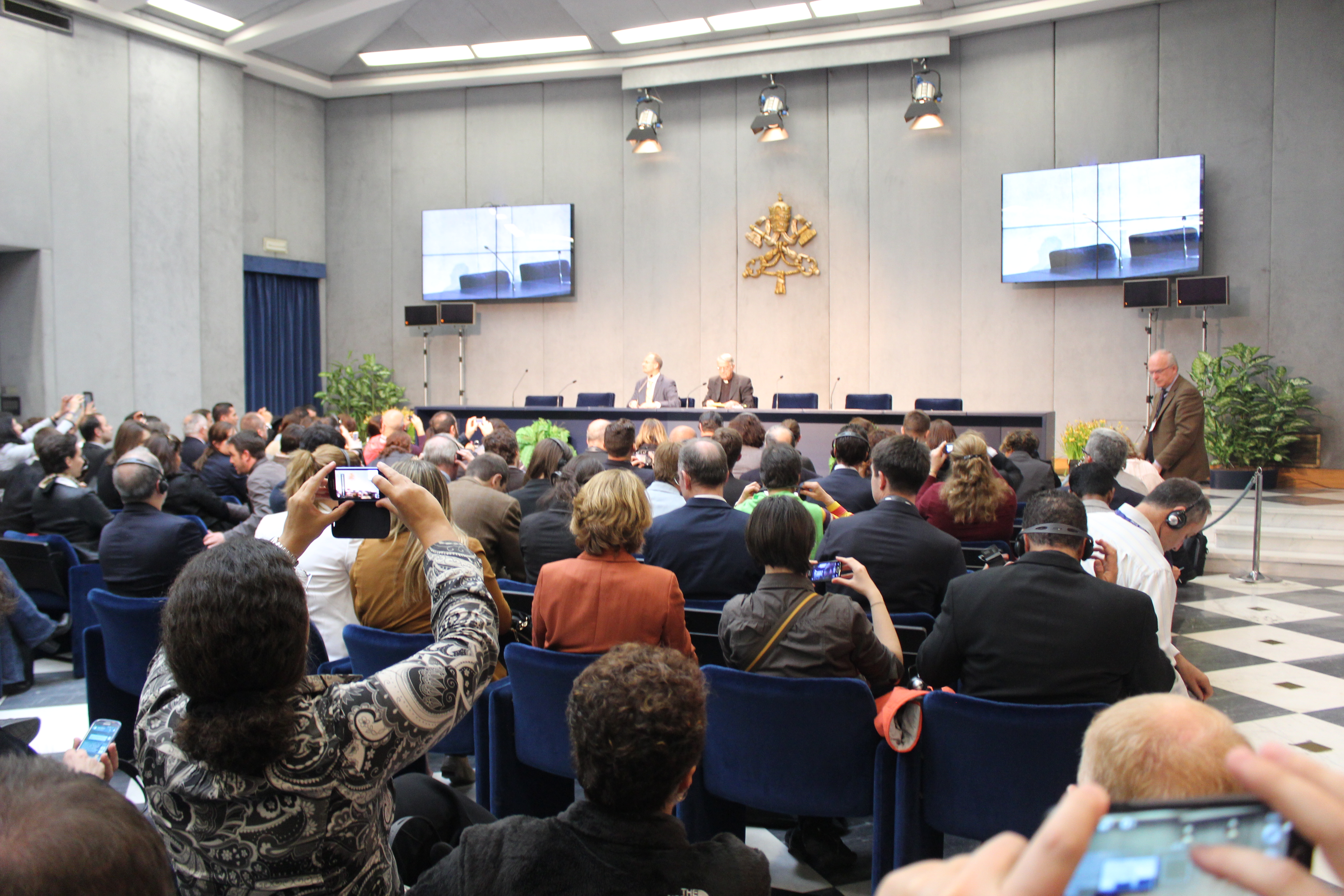
Sala Stampa

Цей список є повним та актуальним станом на липень 2019 року.
- Анжело Фаусто Валлайн (1966–1970)
- Федеріко Алессандріні (1970–1976)
- Ромео Панчіролі[en] (1976–1984)
- Хоакін Наварро-Вальс[en] (1984–2006)
- Федеріко Ломбарді[en] (2006–2016)
- Грег Берк[en] (2016–2018)
- Алессандро Джізотті[it] (тимчасовий, 2019)
- Маттео Бруні[en] (2019–)